# Euprosopia megastigma
Euprosopia megastigma är en tvåvingeart som beskrevs av Mcalpine 1973. Euprosopia megastigma ingår i släktet Euprosopia och familjen bredmunsflugor. Inga underarter finns listade i Catalogue of Life.